# National Geographic
Часопис National Geographic (у преводу на српски, често „Национална географија“) је званично гласило Националног географског друштва, основаног у Вашингтону, јануара 1888. године. Први број часописа је изашао у октобру исте године и био дистрибуиран само члановима. Претплата на часопис и данас се остварује кроз чланство у Друштву.
Данас се Национална географија дистрибуира и на телевизији, не само на просторима САД и Канаде него и у Европи, Азији и у Србији. Национална географија уобичајно обавештава читаоце о многобројним егзотичним дестинацијамa, као и начинима преживљавања у природи. Осим овог канала као и часописа постоји и Национална географија дивљина (енгл. Nat geo wild) која приказује разноврсни и чудесни животињски свет и доступна је на каналима на српским просторима као и куповина магазина Националне географије дивљина.
Према подацима из 1995, часопис је објављиван широм света у скоро 40 издања на локалном језику и имао је глобални тираж од најмање 6,5 милиона месечно (мање од око 12 милиона у касним 1980-им), укључујући 3,5 милиона у САД. Према подацима из 2022. године, његова Инстаграм страница има 243 милиона пратилаца, што је највише за један налог који не припада појединачној славној личности. Према подацима из 2015, часопис је освојио 25 Националних награда часописа.

## Историја
Први број часописа National Geographic Magazine изашао је 22. септембра 1888. године, девет месеци након оснивања Друштва. У почетку је то био научни часопис који је примало 165 чланова повеље; тренутно допире до 40 милиона људи сваког месеца. Почевши од објављивања неколико слика Тибета у 1900–1901 на целој страни у јануару 1905. године, часопис је прешао од текстуалне публикације до обимног сликовног садржаја. До 1908. године више од половине страница часописа сачињавале су фотографије. Портрет на насловници из јуна 1985. године 12-годишње авганистанске девојчице Шарбат Гуле, који је снимио фотограф Стив Макери, постао је једна од најпрепознатљивијих слика часописа.
National Geographic Kids, дечја верзија часописа, покренута је 1975. године под називом National Geographic World.
Крајем 1990-их, часопис је почео да објављује The Complete National Geographic, електронски компендијум сваког прошлог броја часописа. Затим је тужен због ауторских права на часопис као колективно дело у предметима Гринберг против Националне Географије и другим предметима, и привремено је повукао компилацију. Часопис је на крају победио у спору и у јулу 2009. наставио са објављивањем свих прошлих бројева до децембра 2008. Новија издања су касније додата у збирку; архива и електронско издање часописа доступни су онлајн претплатницима часописа.
У септембру 2015. године, Национално географско друштво преместило је часопис у Националне географске партнере, у којем је Твенти-фирст сенчери Фокс, инк. имао 73% контролних удела. У децембру 2017. најављен је договор да Дизни купи Твенти-фирст сенчери Фокс, укључујући учешће у Националним географским партнерима. Продаја је завршена у марту 2019. године. Издавачка јединица НГ Медија оперативно је премештена у Disney Publishing Worldwide.